# Леви-Булет, Магдалена
Магдале́на Леви-Булет (англ. Magdalena Lewy-Boulet; род. 1 августа 1973, Ястшембе-Здруй) — американская бегунья польского происхождения, которая специализируется на длинных дистанциях. Участница марафона на Олимпийских Играх 2008 (сошла с дистанции на 20-м километре из-за травмы колена).

## Спортивная карьера
Выступая за США на чемпионатах мира по кроссу в 2010 и 2011 годах, выиграла две бронзовые медали в командном зачёте. В личном зачете финишировала 20-й в 2010 и 18-й в 2011.
В 2002 году выиграла Сан-Францисский марафон, а в 2009 финишировала шестой в общем зачёте и первой среди американок в Нью-Йоркском марафоне. Пришла к финишу второй на Роттердамском марафоне в 2010 году, установив личный рекорд со временем 2:26.22. В 2010 на Чикагском марафоне финишировала 7-й, показав время 2:2844.
Финишировала второй на отборочном марафоне к Летним Олимпийским играм 2008, проводившемся 20 апреля 2008 года в Бостоне, установив личный рекорд со временем 2:30.19. Лидировала на протяжении 24 миль, после чего её обогнала Дина Кастор, ставшая в итоге победителем забега.
Выступая на других дистанциях, была в числе первых финишировавших американок на NYRR New York Mini 10K, но стала лишь одиннадцатой в общем зачёте со временем 33.25. В сентябре выиграла национальный титул в забеге на 20 км New Haven Road Race со временем 1:07.41, всего на 45 секунд опередив Стефани Ротстайн, которая пришла к финишу второй.
В 2015 выиграла сверхмарафон Вестерн Стейтс, свой дебютный забег на 100 миль, со временем 19:05.21.
В настоящее время тренируется под руководством Джека Дэниелса.

## Личная жизнь
Спонсируется фирмами CORE Foods, Hoka ONE ONE и GU Energy Gel. Работала ассистентом тренера по лёгкой атлетике в Калифорнийском университете в Беркли, под руководством Тони Сандовала в 2009—2010 учебном году.
Замужем за Ричи Булетом. Получила американское гражданство 11 сентября 2001. Живёт в Окленде, США.

## Результаты

### Соревнования
| Год  | Соревнование             | Место проведения | Дата     | Дистанция | Результат | Место                 |
| ---- | ------------------------ | ---------------- | -------- | --------- | --------- | --------------------- |
| 2002 | Сан-Францисский марафон  | Сан-Франциско    |          | марафон   | 2:50.11   | I                     |
| 2002 | Питтсбургский марафон    | Питтсбург        |          | марафон   | 2:36.48   | I                     |
| 2003 | Питтсбургский марафон    | Питтсбург        |          | марафон   | 2:31.38   | II                    |
| 2006 | Orange County Marathon   | Ньюпорт-Бич      |          | марафон   | 2:50.41   | I                     |
| 2008 | Олимпийские игры         | Пекин            |          | марафон   | —         | DNF                   |
| 2010 | Чемпионат мира по кроссу | Быдгощ           | 28 марта | 8 км      | 26.01     | 20 (личный зачёт)     |
| 2010 | Чемпионат мира по кроссу | Быдгощ           | 28 марта | 8 км      | 76        | III (командный зачёт) |
| 2011 | Чемпионат мира по кроссу | Пунта-Умбриа     | 20 марта | 8 км      | 26.27     | 18 (личный зачёт)     |
| 2011 | Чемпионат мира по кроссу | Пунта-Умбриа     | 20 марта | 8 км      | 57        | III (командный зачёт) |
| 2015 | Вестерн Стейтс           | Скво-Вэлли       |          | 100 миль  | 19:05.21  | I                     |
| 2016 | Монблан Ультратрейл      | , и              |          |           | 28:18.05  | 5                     |
| 2017 | Вестерн Стейтс           | Скво-Вэлли       |          | 100 миль  | 19:49.15  | II                    |

### Личные рекорды
- 5 000 м — 15.14,25 (Стокгольм, Швеция, 2011)
- 10 000 м — 31.48,58 (Юджин, Орегон США, 2011)
- Полумарафон — 1:11.46 (Сан Хосе, Калифорния, США, 2009)
- Марафон — 2:26.22 (Роттердамский марафон, Нидерланды, 2010)
- 100 миль — 19:05.21 (Вестерн Стейтс, 2015)